# Изео (озеро)
Изе́о (итал. Lago d'Iseo), или Себи́но (итал. Sebino) — озеро на севере Италии, в Ломбардских Предальпах.

## Географические сведения

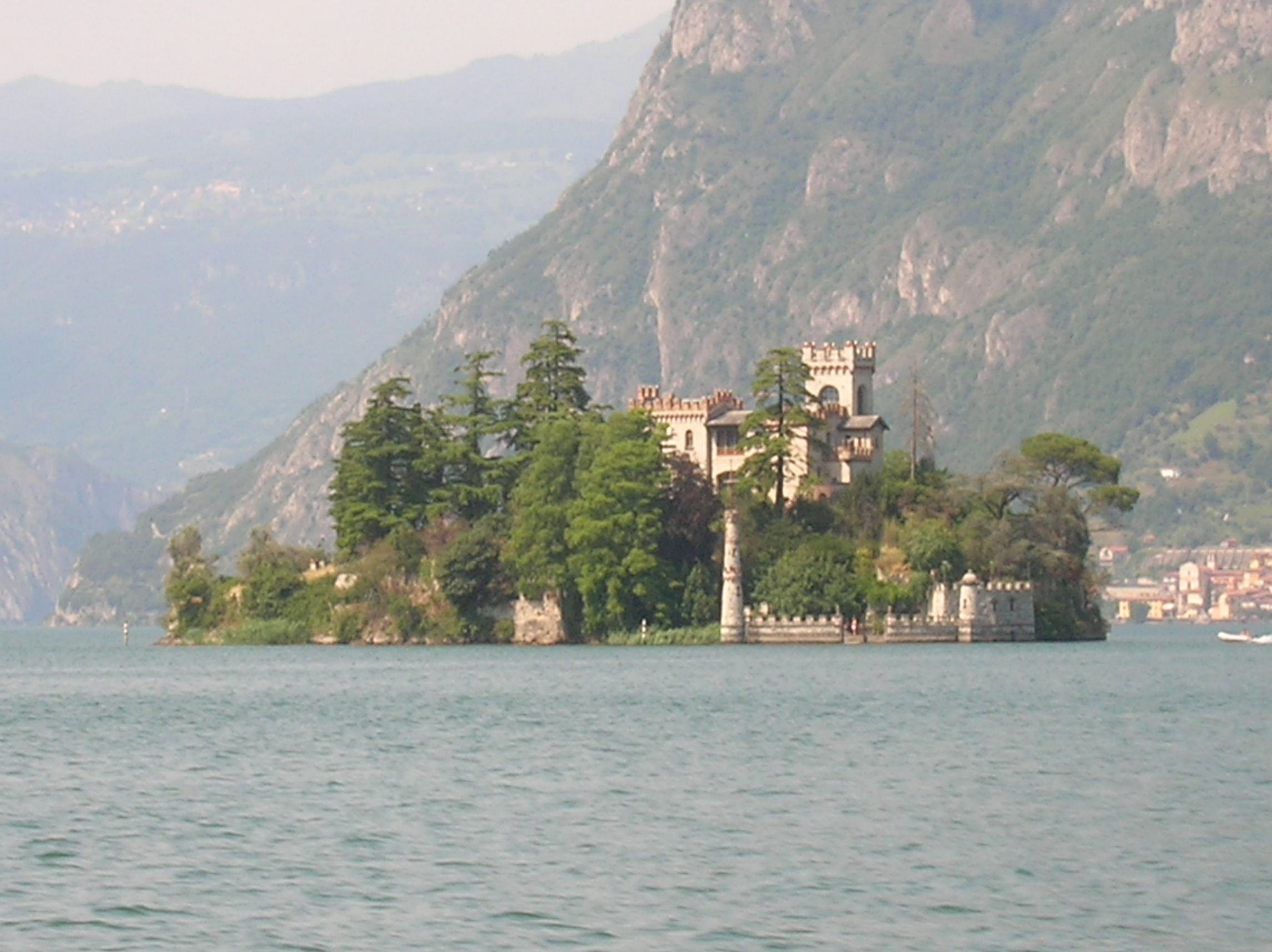
Остров Лорето

Площадь поверхности этого озера составляет 65 км². Объём равен 8 млн м³. Максимальная глубина — 251 м, максимальная ширина — 5000 м, максимальная длина — 25 км, протяжённость берегов — 65 км. Средняя высота над уровнем моря равна 186 м.
Изео заполняет концевой бассейн древнего ледника, имеет крутые скалистые берега. Через озеро Изео протекает река Ольо, левый приток реки По. На южном берегу озера Изео расположен город Изео. В середине озера находится самый крупный естественный озёрный остров Монте-Изола. На северном берегу у коммуны Пизонье берёт начало долина Камоника.
В озере водится форель и щука. Развито судоходство, рыболовство. Количество портов судоходного сообщения равно 16. На берегах озера производят оливковое масло.
Основной индустрией является туризм, туристический сезон длится с мая по сентябрь. Проводятся многочисленные мероприятия: парусные регаты, концерты и выступления. Культивируются различные виды спорта: плавание, виндсёрфинг, рыбалка, дайвинг и парусный спорт.
В 2016 году на Изео известный американский скульптор и художник Христо Явашев реализовал один из своих проектов, получивший название «Плавучий пирс» (The Floating Piers). На озере была сооружена сеть ярких тропинок, позволяющих людям идти по воде. Посмотреть на это приехали почти полтора миллиона человек.